# 哈根数
哈根数（英語：Hagen number，Hg）是一个用于强制流动计算中的无量纲量。 它是格拉晓夫数在强制流动中的对应物，以德国液压工程师 G.H.L.Hagen的名字命名。
哈根数被定义为：
{\displaystyle \mathrm {Hg} =-{\frac {1}{\rho }}{\frac {\mathrm {d} p}{\mathrm {d} x}}{\frac {L^{3}}{\nu ^{2}}}}
其中：
- {\displaystyle {\frac {\mathrm {d} p}{\mathrm {d} x}}} 是压力梯度
- L 是特征长度
- ρ 是流体密度
- ν 是运动粘度

对于自然对流
{\displaystyle {\frac {\mathrm {d} p}{\mathrm {d} x}}=\rho g\beta \Delta T,}
所以哈根数与格拉晓夫数相一致。
Awad 比较了哈根数与贝扬数。哈根数表示无量纲的压力梯度，而贝扬数表示无量纲的压力下降，虽然它们的物理含义不同，但在特性长度等于流动长度的情况下是一致的。此外，在哈根-泊肃叶流中可以引入贝扬数的一个新的表达式。 
哈根数可以推广得到一般形式， 对于雷诺类比（Pr=Sc=1）的情形，哈根数的这三个定义是相同的。 哈根数的一般形式为
{\displaystyle \mathrm {Hg} =-{\frac {1}{\rho }}{\frac {\mathrm {d} p}{\mathrm {d} x}}{\frac {L^{3}}{\delta ^{2}}}}
式中
{\displaystyle \delta } 是相应过程的扩散系数。